# Rekingen
Rekingen es una comuna suiza del cantón de Argovia, situada en el distrito de Zurzach. Limita al norte con la comuna de Küssaberg (DE-BW), al este con Mellikon, al sureste con Böbikon, al sur con Baldingen, al suroeste con Tegerfelden, y al oeste con Bad Zurzach.

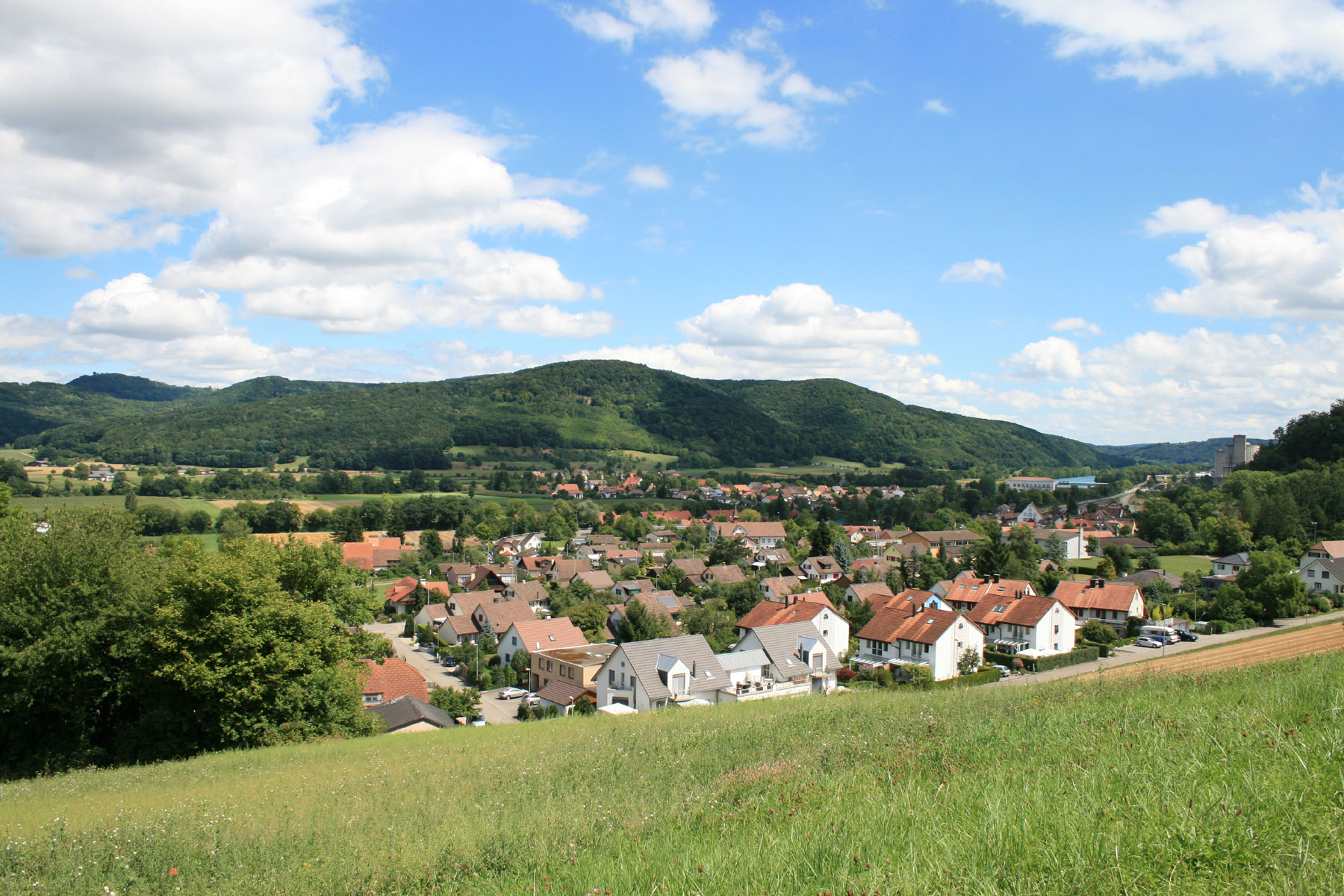
Rekingen.